# Holtug
Holtug – miasto w Danii, w regionie Zelandia, w gminie Stevns.